# Jean-Paul Grousset
Pour les articles homonymes, voir Grousset.
Jean-Paul Grousset, né le 30 décembre 1930 à Colmar et mort le 20 février 2014 à La Roche-sur-Yon, est un ancien journaliste du Canard enchaîné, spécialiste de cinéma.

## Citations (calembours)
- Chassez le naturiste, il revient au bungalow.
- C'est beau mais c'est twist !
- Les choses étant ce caleçon…
- Mais vous pleurez, mi-lourd ?
- Un peu d'Eire, ça fait toujours Dublin !
- Un seul hêtre vous manque et tout est des peupliers !
- Je suis en congé de ma Lady
- Être reçu England pompe
- Le rugbyman est talonneur…
- Mes illusions sont des truites…
- Ne lâchons pas lamproie pour l'omble…
- La loi de l'offre et de la limande…
- Les gaîtés de l'esturgeon…
- Ciel, mon méhari !
- Chaloupe à tous les coups !
- Je suis verseau, ascendant recto !